# 헤일리 밀스
헤일리 캐서린 로즈 비비언 밀스(영어: Hayley Catharine Rose Vivien Mills, 1946년 4월 18일 ~ )는 잉글랜드의 배우이다.

## 출연 작품
- 트랩 (2024) - 조세핀 그랜트 박사 역
- 포스터 (2011)
- 더 보이즈 - 셔먼 브라더스 스토리 (2009)
- 스트릭컨 (2005)
- 2B퍼펙트리어니스트 (2004)
- 센트럴 파크의 요정 (1993)
- 애프터 미드나잇 (1990)
- 하와이 허니문 (1989)
- 사해살인사건 (1988)
- 페어런트 트랩 2 (1986)
- 어메이징 스토리 (1985)
- 사랑의 유람선 (1977)
- 다이아몬드 헌터 (1975)
- 끝없는 밤 (1972)
- 트위스티드 너브 (1968)
- 야수의 아프리카 (1967)
- 천사들의 장난 (1966)
- 패밀리 웨이 (1966)
- 명탐정 디씨 (1965)
- 문 스피너스 (1964)
- 초크 가든 (1964)
- 썸머 매직 (1963)
- 그란트 선장의 아이들 (1962)
- 우리들만의 비밀 (1961)
- 페어런트 트랩 (1961)
- Pollyanna (1960)
- 타이거 베이 (1959)